# Aeroporto (metrostation)
Aeroporto is een metrostation in Lissabon gelegen aan de Rode lijn. Het station werd op 17 juli 2012 geopend. Het station is ontworpen door Leopoldo de Almeida Rosa. Met dit station werd een directe metroverbinding tussen de luchthaven Portela en Lissabon verkregen. De ingang bevindt zich direct buiten de hoofdingang van de luchthaven.
Het station is verluchtigd met een aantal caricaturen van de hand van de caricaturist António.
São Sebastião · Saldanha · Alameda · Olaias · Bela Vista · Chelas · Olivais · Cabo Ruivo · Oriente · Moscavide ·  Encarnação · Aeroporto